# Saldurspitze
Saldurspitze (wł. Punta Saldura) – szczyt w Alpach Ötztalskich, części Centralnych Alp Wschodnich. Leży we Włoszech w Południowym Tyrolu. Od północy szczyt przykrywa lodowiec Saldurferner, a od wschodu Lagaunferner. Sąsiaduje z Weißkugel.
Pierwszego wejścia dokonał Pöltinger w 1853 r.